# ریگ‌سفید (رباط)
ریگ‌سفید روستایی در ایران است که در دهستان رباط، بخش مرکزی شهرستان خرم‌آباد واقع شده‌است؛ براساس سرشماری مرکز آمار ایران در سال ۱۳۹۵، و براساس سرشماری مرکز آمار ایران در سال ۱۳۸۵، کمتر از سه خانوار جمعیت دارد.